# 臨沢県
臨沢県（りんたく-けん）は中華人民共和国甘粛省張掖市に位置する県。県人民政府の所在地は沙河鎮。

## 地理
臨沢県は東経99度51分から100度30分、北緯38度57分から39度42分に位置し、東は張掖市甘州区、西は高台県、南は粛南ユグル族自治県、北は内モンゴル自治区アルシャー右旗に隣接する。

## 行政区画
7鎮を管轄：
- 鎮：沙河鎮、新華鎮、蓼泉鎮、平川鎮、板橋鎮、鴨暖鎮、倪家営鎮